# Canada ai I Giochi olimpici invernali
Il Canada partecipò ai I Giochi olimpici invernali, svoltisi a Chamonix dal 25 gennaio al 5 febbraio 1924, 
aggiudicandosi una medaglia d'oro.

## Medagliere

### Per discipline
| Sport              | Oro | Argento | Bronzo | Totale |
| ------------------ | --- | ------- | ------ | ------ |
| Hockey su ghiaccio | 1   | 0       | 0      | 1      |
| Totale             | 1   | 0       | 0      | 1      |

### Medaglie
| Medaglia | Atleta | Sport              | Evento |
| -------- | ------ | ------------------ | ------ |
| Oro      | Canada | Hockey su ghiaccio | -      |